# シュールド・ウェーブ
シュールド・ウェーブ（Sur De Wave）は、かつて存在した日本のコンピュータゲーム開発会社。「シュールド・ウェーブ」はブランド名であり、正式な商号は「株式会社タケル」（TAKERU Co., Ltd.）である。
セピア調のグラフィックスと1900年代初頭の世界観、タイタニック号をモチーフにしたアドベンチャーゲーム『ノスタルジア1907』で話題になる。家庭用ゲーム機の互換ACアダプタや連射機能付きコントローラー「ブラスター」シリーズなどの周辺機器も多く発売していた。
「PCココロン」と「インペリアルフォース」が1994年3月25日発売決定していたが、発売直前で中止との連絡を受けた後、1994年3月頃に倒産に至る。。
ちなみに、1990年代初頭にブラザー工業株式会社が展開していたゲームソフト自動販売機「ソフトベンダーTAKERU」と本項の会社は全く無関係である。

## 発売商品

### ゲームソフト
- 1991年4月2日 - ノスタルジア1907（X68000）
- 1991年5月3日 - ココロン（ファミリーコンピュータ）
- 1991年12月20日 - ノスタルジア1907（メガCD・PC-9801）
- 1992年6月26日 - 聖鈴伝説リックル（ファミリーコンピュータ、タイトーから発売）
- 1992年5月 - ノスタルジア1907（FM-TOWNS）
- 1992年10月16日 - プレゼンス（PC-9801）
- 1992年12月 - プレゼンス（FM-TOWNS）
- 1993年3月19日 - ハードショット（PC-9801、ビリヤードゲーム）
- 1993年5月21日 - ゴーレムマスター（PC-9801、シミュレーションRPG）
- 1993年 - 電脳少女リジェクション（FM-TOWNS、3Dガンシューティングゲーム）

### 周辺機器
- メガブラスター（メガドライブ用の連射パッド）
- PCブラスター（PCエンジン用の連射パッド）
- ブラスターX（アタリ仕様対応のX68000・MSX用の連射パッド）
- ジョイン・タップ（PCエンジン用の2台接続のマルチタップ。3台まで複数接続可）
- RFケーブル（TVゲーム用RFケーブル。ワンタッチプラグ式でノイズカット機能付き）

## 未発売
- リトルサムソン（ファミリーコンピュータ） - 後に『聖鈴伝説リックル』にタイトル変更。
- インペリアルフォース（SUPER_CD-ROM2）
- PCココロン（SUPER_CD-ROM2） - 『ココロン』のリメイク版。
- ポップンランド（メガCD） - 『ココロン』のリメイク版。
- ノスタルジアII PRESENCE（メガCD）